# Kościół Kamienny w Plano
Kościół Kamienny w Plano – kościół zbudowany w 1868 r. w Plano, w stanie Illinois, służący jako siedziba główna Zreorganizowanego Kościoła Jezusa Chrystusa Świętych w Dniach Ostatnich (obecnie: Społeczności Chrystusa) za kadencji Prezydenta Józefa Smitha III. Znajduje się na liście National Register of Historic Places.

## Historia
Kościół był pierwszym obiektem sakralnym wzniesionym po reorganizacji Kościoła (1860). Prezydent Smith III przeprowadził się do Plano w 1866 r., zaś rok później wyznaczony został na kierownika budowy nowego kościoła. Komitet budowlany na czele z prorokiem wybrał miejsce, opracowali projekt i wyznaczyli wykonawców. Kościół Kamienny w Plano był centralą Zreorganizowanego Kościoła od ukończenia budowy (1868) do kolejnej wyprowadzki Prezydenta Józefa Smitha III do Lamoni w stanie Iowa.

## Charakterystyka
Budynek kościelny wzniesiony został w greckim stylu odrodzeniowym. Za budulec ścian zewnętrznych posłużył piaskowiec. Wnętrze składa się z dwóch pomieszczeń – przedsionka i sali głównej. Struktura Kościoła przeszła cykl zmian w latach 40. XX wieku (m.in. podział przedsionka na dwie alkowy). W 1990 r. Kościół Kamienny w Plano został włączony do Narodowego Rejestru Miejsc Historycznych Stanów Zjednoczonych Ameryki.

## Galeria

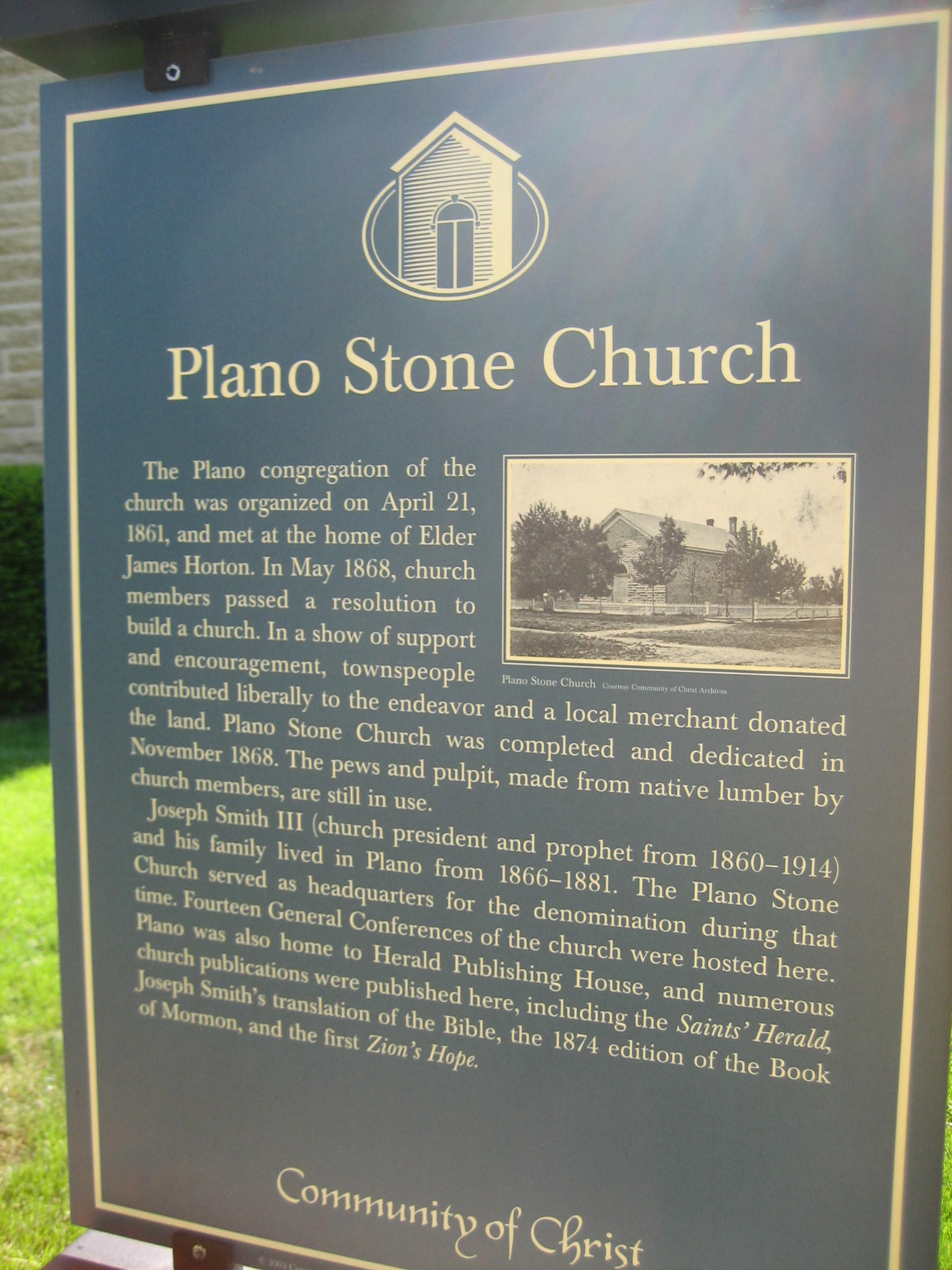
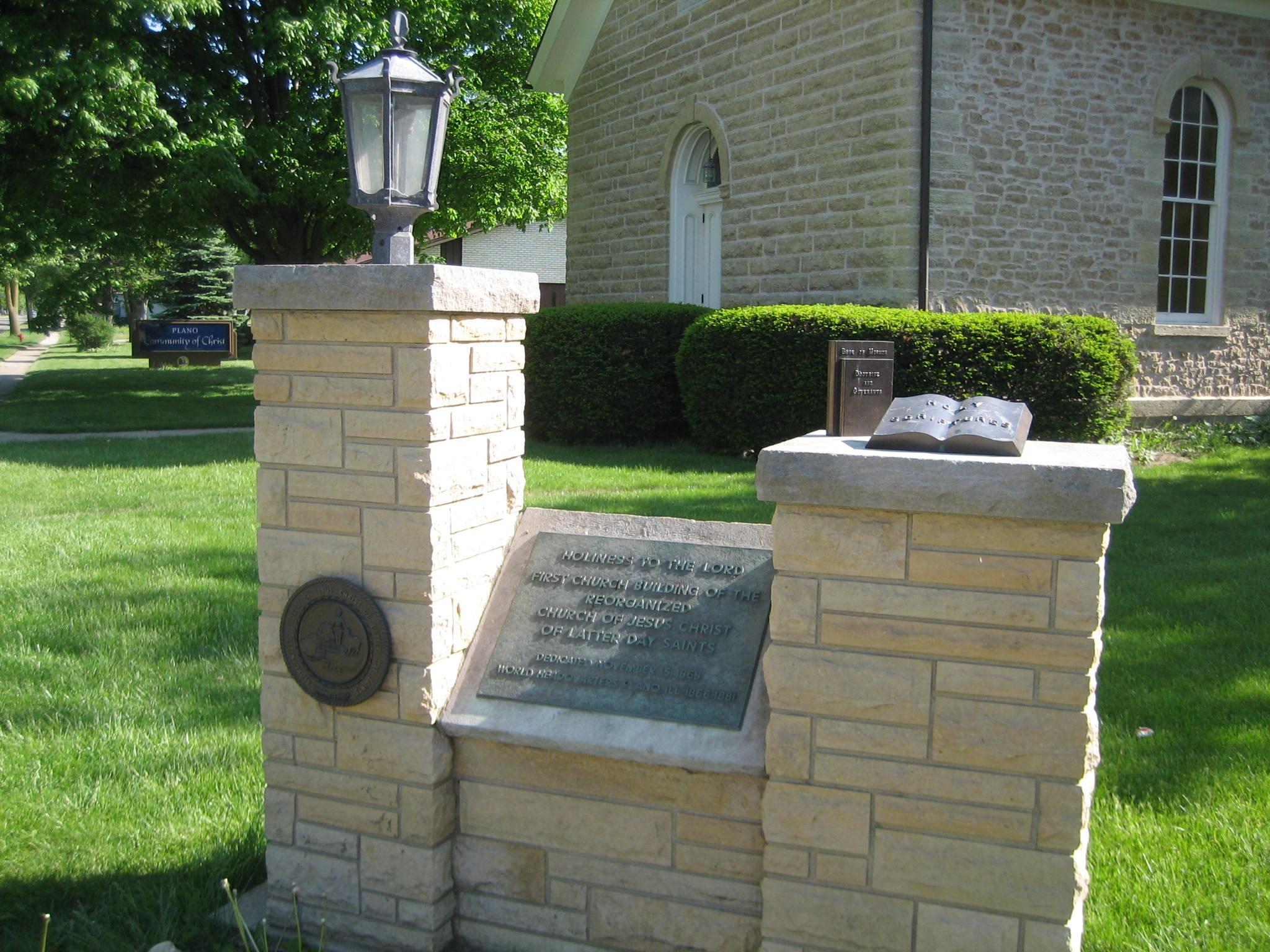
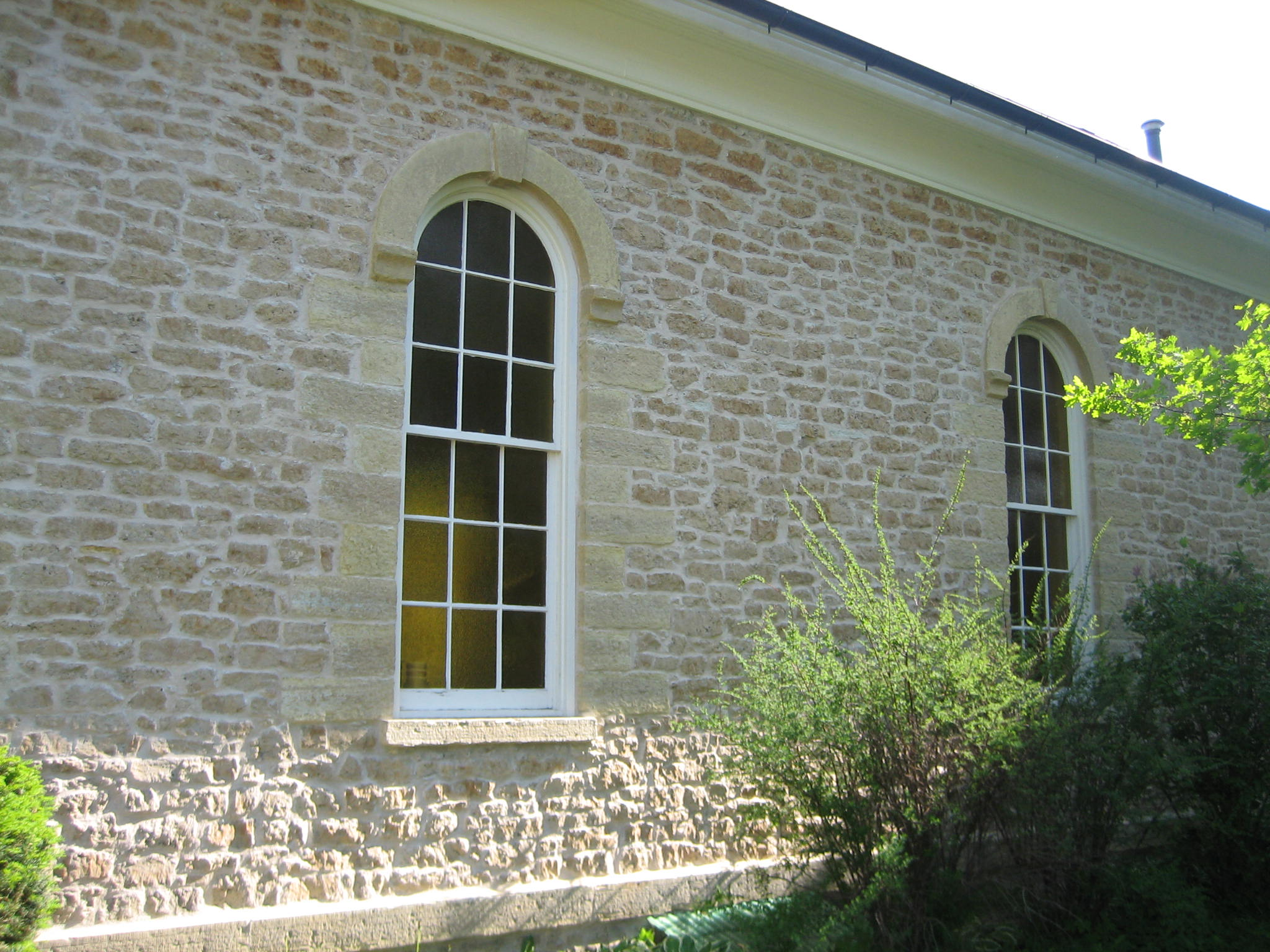